# Bulevardul „Regele Mihai I”

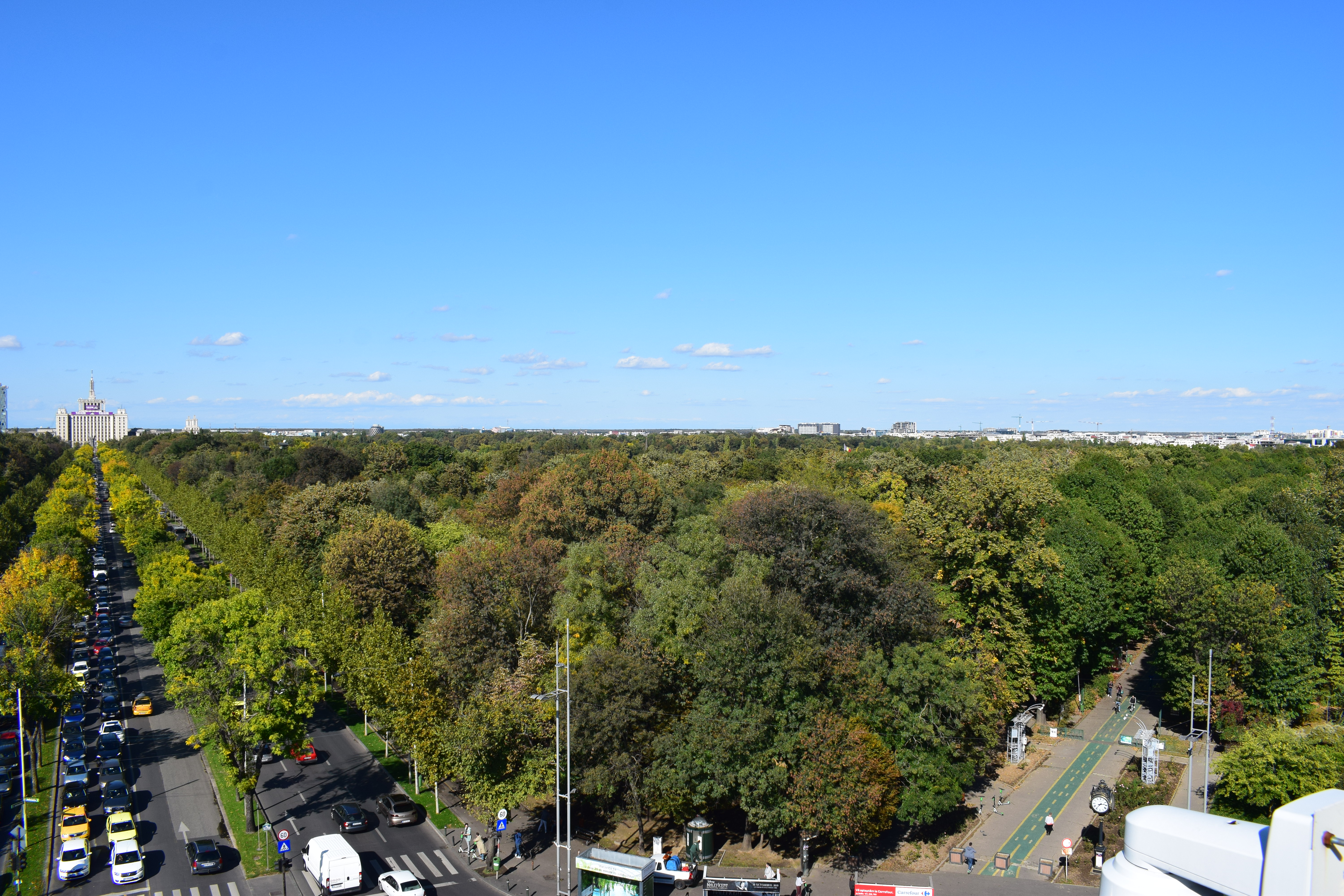
Vedere generală a Bulevardului „Regele Mihai I” și a porțiunii din parc unde se află Palatul Elisabeta, reședința regală. Imagine de pe Arcul de Triumf.

Bulevardul „Regele Mihai I” este un bulevard din București, cuprins între Arcul de Triumf și Piața Presei Libere. Denumirea bulevardului a fost dată în memoria regelui Mihai I al României.
Schimbarea denumirii bulevardului s-a făcut la 19 decembrie 2017, la scurtă vreme după decesul fostului rege. Anterior, bulevardul constituia secțiunea de nord a șoselei Kiseleff. Proiectul de hotărâre privind renumirea a fost aprobat de Consiliul General al Municipiului București la inițiativa consilierului PNL Sorin Mărgărit.
Palatul Elisabeta, reședința din București a Familiei Regale a României, se află pe acest bulevard, în apropiere de Arcul de Triumf.